# デュ・プレ・アレグザンダー (第2代カリドン伯爵)

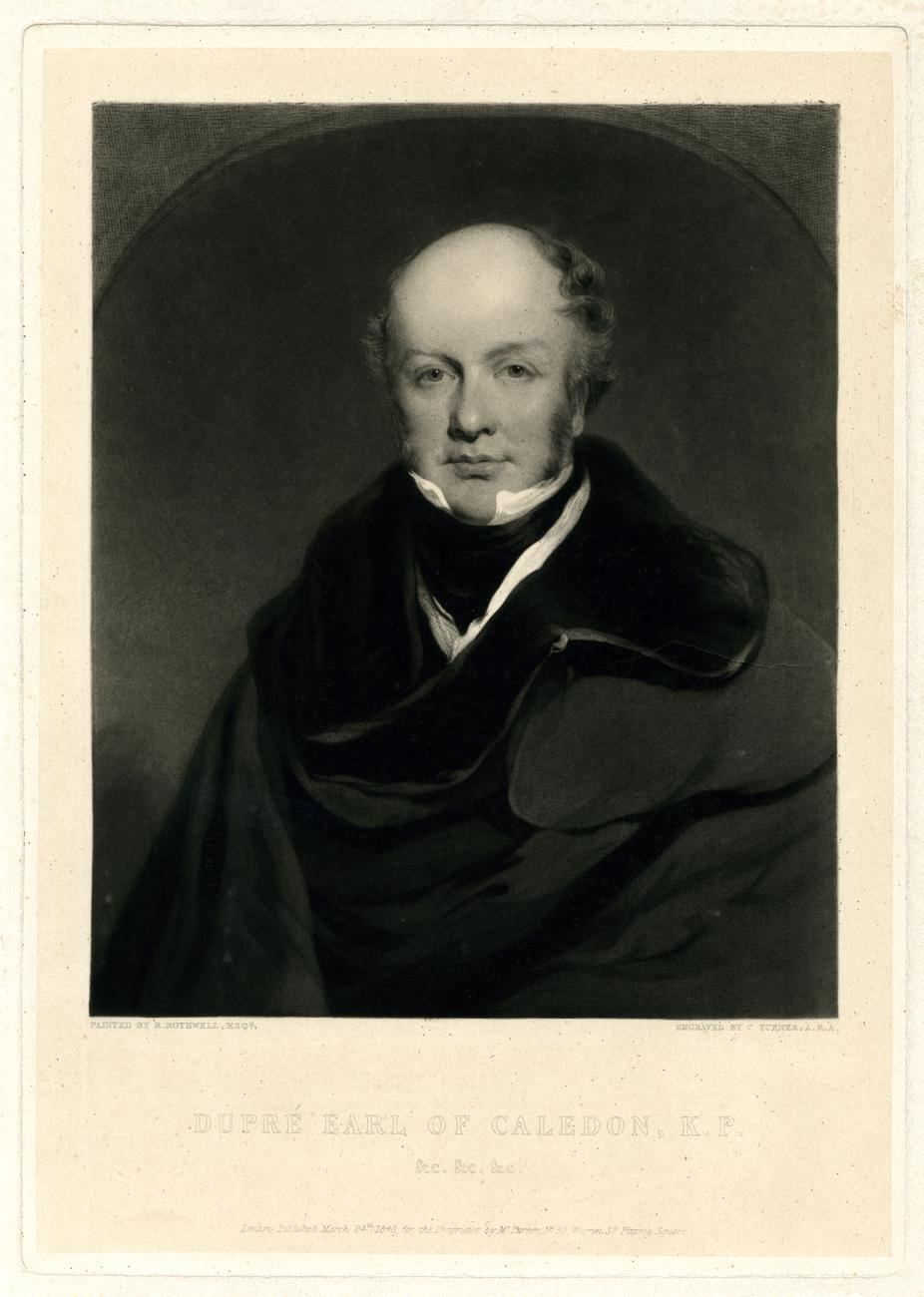
第2代カリドン伯爵の肖像メゾチント。

第2代カリドン伯爵デュ・プレ・アレグザンダー（英語: Du Pré Alexander, 2nd Earl of Caledon KP、1777年12月14日 – 1839年4月8日）は、アイルランド王国出身の貴族、政治家。アイルランド庶民院議員（在任：1800年）、アイルランド貴族代表議員（在任：1804年 – 1839年）、ケープ植民地総督（在任：1807年 – 1811年）、ティロン統監（在任：1831年 – 1839年）を歴任した。

## 生涯
初代カリドン伯爵ジェイムズ・アレグザンダーとアン・クロフォード（Anne Crauford、1777年12月21日没、ジェイムズ・クロフォードの娘）の息子として、1777年12月14日に生まれた。1791年から1796年までイートン・カレッジで教育を受けた後、1796年4月19日にオックスフォード大学クライスト・チャーチに入学、1799年にB.A.の学位を修得した。
1800年1月から12月までニュータウナーズ選挙区（父が掌握していた選挙区）の代表としてアイルランド庶民院議員を務め、1801年にアーマー県長官を務めた。
1802年3月22日に父が死去すると、カリドン伯爵位を継承、同年6月に43,000ポンドで第2代キャメルフォード男爵トマス・ピットから腐敗選挙区のオールド・サラム選挙区を購入、同年の総選挙で首相ヘンリー・アディントンに1議席の推薦権を与えた。カリドン伯爵はアレグザンダー家家長として多くの領地を有した上、オールド・サラム選挙区の購入で選挙への影響力も有するようになり、1804年には第2次小ピット内閣の支持を得てアイルランド貴族代表議員に選出された。
1806年5月に首相の初代グレンヴィル男爵ウィリアム・グレンヴィルにケープ植民地総督への任命を申請して成功、1807年5月21日にケープタウンに到着、以降1811年7月4日にケープタウンを出港するまで総督を務めた。ケープ植民地総督任命の代償として、カリドン伯爵はグレンヴィルの挙国人材内閣を支持、カトリック解放問題でのみ内閣に反対した。そのため、1807年3月にグレンヴィルが首相を辞任するとカリドン伯爵も辞任したが、後者の辞任は受け入れられなかった。カリドン伯爵は総督としてケープ植民地の銀行を改革したほか、裁判がケープタウンだけでなく植民地各地でも行えるよう巡回裁判所を設立、天然痘の種痘を推進するなどの施策で内政では概ね好評を得ていたが、フロンティア地区の先住民との関係で躓き、軍務に対する権限について軍指揮官のヘンリー・ジョージ・グレイと衝突した末1811年に辞任した。
カリドン伯爵はケープ植民地総督としての功績をもって連合王国貴族への叙爵を望んだが失敗に終わり、1821年8月20日に聖パトリック勲章を授与されただけだった。以降は議会で1829年のローマ・カトリック信徒救済法案に賛成、1832年の第1回選挙法改正に反対した。1831年10月17日から1839年4月8日までティロン統監を務めた。個人としてはプロテスタントを支持したが、アイルランド全体でみるとカトリック信者の不満を取り除くべきだと考えたという。
1839年4月8日にティロン県のカリドン・ハウス（Caledon House）で死去、息子ジェイムズ・デュ・プレが爵位を継承した。

## 家族
1811年10月16日、キャサリン・フリーマン・ヨーク（Catharine Freeman Yorke、1786年4月14日 – 1863年7月8日、第3代ハードウィック伯爵フィリップ・ヨークの娘）と結婚、1男をもうけた。
- ジェイムズ・デュ・プレ（1812年 – 1855年） - 第3代カリドン伯爵

この結婚により、カリドン伯爵はセント・オールバンズ近くのタイテンハンガー・ハウス（Tyttenhanger House）を獲得した。